# Simpatico
Simpatico ist ein US-amerikanisch-britisch-französisches Filmdrama aus dem Jahr 1999. Regie führte Matthew Warchus, der gemeinsam mit David Nicholls das Drehbuch anhand des gleichnamigen Theaterstücks von Sam Shepard schrieb. Der britische Theaterregisseur gab damit sein Spielfilmdebüt. Erzählt wird die Geschichte eines mittellosen Trinkers (gespielt von Nick Nolte) und eines reichen Pferderennstallbesitzers (Jeff Bridges), die ihre Schuld aus einem lange zurückliegenden Wettbetrug gemeinsam abzutragen versuchen. Um für ihre Taten zu büßen, nehmen die beiden kurzfristig die Rolle des jeweils Anderen an.
Der Film wurde von den Gesellschaften Emotion Pictures, Kingsgate Films, Zeal Pictures und dem französischen Studiocanal produziert.

## Handlung
Der wohlhabende Lyle Carter ist Besitzer einer Pferdezucht in Kentucky. Als er den Verkauf seines erfolgreichen Rennpferds Simpatico vorbereitet, erhält er einen verzweifelten Anruf seines Jugendfreundes Vinnie Webb aus Kalifornien. Vinnie hält belastendes Beweismaterial gegen Lyle zurück, der im Gegenzug den verkappten Privatdetektiv und heruntergekommenen Alkoholiker unterstützt. Vor mehr als zwanzig Jahren hatten beide Männer gemeinsam mit Lyles heutiger Ehefrau Rosie Wettbetrüge bei Pferderennen in Südkalifornien organisiert. Sie tauschten langsame gegen schnelle Pferde aus, um auf den Außenseiter Wetten abzuschließen. Lyles und Vinnies Betrügereien waren jedoch vom leichtlebigen Renninspektor Simms entdeckt worden, der vor den Rennen die Nummerntätowierung jedes Pferdes auf der Innenseite der Unterlippe kontrollierte. Daraufhin hatte Rosie den älteren Simms verführt und war dabei heimlich von Vinnie abgelichtet worden. Mit den Fotos erpresste das Trio Simms. Ein anonymer Hinweis von Rosie zerstörte die Karriere und das Leben des älteren Familienvaters, während Lyle gemeinsam mit Rosie fort ging.
Lyle reist zu Vinnie nach Kalifornien. Dieser gibt vor, ihm die alten nie veröffentlichten Negative der Fotos sowie weiteres Beweismaterial auszuhändigen. Stattdessen stiehlt der von Schuldgefühlen und dem Drang nach Aufklärung geplagte Vinnie Lyles Auto und Papiere und reist unter dessen Identität in den Mittleren Westen. Währenddessen beginnt Lyle gemeinsam mit Vinnies Freundin Cecilia nach ihm zu suchen. Er vertraut sich der gutherzigen Supermarktverkäuferin an und finanziert ihr eine Reise nach Kentucky, während er selbst in Kalifornien bleibt. Während der bisherige Verlierer Vinnie aufblüht, nimmt der erfolgsverwöhnte Lyle in kürzester Zeit die schlechten Lebensgewohnheiten Vinnies an.
Vinnie sucht Simpatico sowie Simms auf. Dieser ist mittlerweile unter falschem Namen im Pferdegeschäft aktiv und lebt in der Nähe von Lyles Gestüt. Simms ist aber an einer Wiedergutmachung durch Vinnies Beweismaterial nicht interessiert. Stattdessen lässt der ehemalige Renninspektor Lyle eine Nachricht zukommen. Daraufhin sucht Cecilia Simms als Botin auf und verspricht ihm eine finanzielle Entschädigung. Die naive Cecilia bricht aber während des Gesprächs zusammen und wird von Simms eingeweiht, dass es sich um eine Falle handelt. Ein Angebot von Simms, mit ihm das Vermögen zu teilen, lehnt sie jedoch ab.
Rosie, die mittlerweile dem Alkohol zugetan ist, wird am Tag des Verkaufs von Simpatico von Vinnie aufgesucht. Sein Plan, seine ehemalige Geliebte gegen die Negative auszutauschen, misslingt – Rosie erleidet einen Wutanfall, entwendet Vinnies Waffe und macht ihm klar, dass die sich vor zwanzig Jahren andeutende Beziehung beendet ist und sie eine Gefangene einer Lebenslüge geworden ist. Vinnie kehrt daraufhin nach Kalifornien zurück, wo er auf Lyle trifft, der nicht mehr beabsichtigt, nach Hause zurückzukehren. Beide verbrennen gemeinsam die Negative. Rosie tätigt einen letzten Ausritt auf Simpatico. Sie erschießt den geliebten schwarzen Zuchthengst, nachdem sie von Lyle erfahren hat, dass der Verkauf einen betrügerischen Hintergrund hat – das Tier wird in wenigen Monaten unfruchtbar, was neben der Täuschung des Käufers auch den Tod Simpaticos zur Folge hätte. Monate später kehrt Cecilia nach Kentucky zurück, wo sie das berühmte Kentucky Derby besucht.

## Kritiken
In den Vereinigten Staaten erhielt der Film gemischte Kritiken. Von 41 waren nur 25 positiv gestimmt. Der US-amerikanische Branchendienst Variety stufte den Film als Tragikomödie beziehungsweise „melancholische Komödie“ ein, der beeindruckender in seinen „scharfen Details“ als seinem „allgemeinen Klang“ sei. Viel des „ansehnlichen schlauen Humors“ sei aus der Theatervorlage übernommen worden. Die „geschmacklichen Leistungen“ der Darsteller würden Simpatico eine „bittersüße Grazie“ verleihen. Gelobt wurden die Leistungen von Jeff Bridges und Nick Nolte sowie Albert Finney und Catherine Keener. Stephen Holden (The New York Times) nannte Simpatico einen „unkonventionellen, unbeholfenen Film“, erkannte aber auch die guten Darstellerleistungen von Nolte, Finney, Bridges, Sharon Stone und Keener an. Für alle seine aufblitzende Brillanz finde der Film nie einen konsequenten Stil, dennoch besitze Simpatico Anstand und sei weit weg von der üblichen Hollywood-Verfilmung eines schwierigen Stücks.
Oliver Rahayel (film-dienst) bewertete das Kinodebüt Matthew Warchus’ als „solide Arbeit“ und lobte die beiden Hauptdarsteller Nick Nolte und Jeff Bridges. „Knapp und prägnant“ bleibe der Auftritt Sharon Stones, während Albert Finney seiner Figur „eine höchst abgründige Note“ verleihe. Ins Lob um die Darsteller stimmte Heinrich Oehmsen (Hamburger Abendblatt) mit ein, während er den umständlichen Aufbau des Films beanstandete, dem es an Tempo fehle. Lars-Olav Beier (Frankfurter Allgemeine Zeitung) wies auf das Overacting Nick Noltes und den doppelten Rhythmus des Films hin, der sich zwischen den Ortswechseln und den Zeitsprüngen ergibt. Simpatico könne nur in wenigen Momenten am inneren Drama seiner Helden teilhaben lassen.
Das Lexikon des internationalen Films schrieb, der Film sei ein „hochkarätig besetztes und gut gespieltes“ „psychologisches Drama“. Er setze „auf die dialogischen Qualitäten der Theatervorlage“, jedoch „ohne sie dominieren zu lassen“ und füge „die Handlung zu einem dichten Geflecht aus Schuld und Sühne“ zusammen.

## Auszeichnungen
Der Film wurde im Jahr 2000 für den Hollywood Makeup Artist and Hair Stylist Guild Award nominiert.

## Hintergründe
Der Film basiert auf Sam Shepards gleichnamigen Bühnenstück, das off-Broadway vom 1. November bis 18. Dezember 1994 am New Yorker Joseph Papp Public Theater beziehungsweise auf dem New York Shakespeare Festival aufgeführt wurde. Die Produktion kam auf 40 Aufführungen und war in den Hauptrollen mit Ed Harris (Carter), Fred Ward (Vinnie), Beverly D’Angelo (Rosie), James Gammon (Simms) und Marcia Gay Harden (Cecilia) besetzt. Harris erhielt 1995 den Lucille Lortel Award, D’Angelo im selben Jahr den Theatre World Award.
Der Film wurde in Los Angeles, in Lexington (Kentucky) und in Louisville (Kentucky) gedreht. Er hatte seine Weltpremiere am 15. September 1999 auf dem Toronto International Film Festival. Der Film spielte in den Kinos der USA ca. 902 Tsd. US-Dollar ein. In Deutschland erfolgte der Kinostart am 13. Juli 2000.